# Jeux olympiques d'été de 1944
Pour les articles homonymes, voir Jeux olympiques de 1944.

Logo des Jeux olympiques.

Les  Jeux olympiques d'été de 1944 qui auraient dû être les Jeux de la XIIIe Olympiade, ne se sont jamais tenus et ont été annulés à cause de la Seconde Guerre mondiale. 
En juin 1939, le Comité international olympique avait attribué l'organisation de ces Jeux à la ville de Londres au Royaume-Uni, au premier tour du vote parmi les candidatures de Rome, Détroit, Lausanne, Athènes, Budapest, Helsinki et Montréal. 
Le contexte international de la Seconde Guerre mondiale conduira, tout comme cela s'était produit pour les Jeux olympiques d'été de 1940, à une annulation pure et simple de l'évènement,.
La capitale britannique organisa finalement les Jeux olympiques d'été de 1948, choix confirmé par le CIO sans nouvelle élection.